# Kohei Takayanagi
Kohei Takayanagi (高柳 昂平 Takayanagi Kohei?), född 14 april 1994 i Aichi prefektur, är en japansk fotbollsspelare.
Takayanagi började sin karriär 2017 i Iwaki FC. 2018 flyttade han till Grulla Morioka.